# Banco Fonder
Banco Fonder AB var en fondförvaltare grundad 1975. Efter att Swedbank via dotterbolaget Swedbank Robur förvärvat Banco fonder i januari 2009 avvecklades Banco-organisationen och de kvarstående fonderna integrerades med Robur. Robur hade ett förvaltat kapital på 17 miljarder svenska kronor och cirka 40 anställda. 
Banco Fonder bildades av fondkommissionsföretaget Alfred Berg. Kajsa Lindståhl var verkställande direktör åren 1985-2000 och därefter styrelseordförande fram till 2003. Banco kom att tidigt satsa på fondprodukter med etisk eller miljöprofil och fonder med ideellt sparande där en del av kapitalet eller avkastningen går till välgörande ändamål.
Efter att Alfred Berg förvärvats av ABN Amro 1995 fortsatte Banco bedriva sin verksamhet. När ABN Ambro gick samman med belgiska Fortis Investment Management valde Fortis att sälja fondverksamheten till Swedbank.